# Булатов, Фатых Гарипович
Фаты́х Гарипович Булатов (тат. Фатых Гарип улы Булатов; 20 марта 1902, Нижний Сухояш, Бугульминский уезд, Самарская губерния — 30 января 1986, Казань) — советский военачальник, генерал-майор (3.06.1944). Депутат Верховного Совета СССР II созыва (1947—1951).

## Биография
Родился в деревне Нижний Сухояш Бугульминского уезда Самарской губернии.
До службы в армии Булатов работал заместителем председателя сельсовета в д. Нижний Сухояш.
15 ноября 1923 года поступил курсантом в Объединённую Татаро-Башкирскую военную школу им. ЦИК Татарстана в Казани. В сентябре 1926 года окончил её и был направлен в 1-й Татарский стрелковый полк 1-й Казанской стрелковой дивизии ПриВО в Казани, где проходил службу командиром взвода, помощником командира и командиром роты. С марта 1930 по август 1932 года был инструктором вневойсковой подготовки Агаяшского военкомата Татарской АССР, затем вновь служил в 1-м Татарском стрелковом полку командиром роты и помощником командира батальона. В сентябре 1936 года переведён в 258-й стрелковый полк в Елабугу начальником полковой школы. С января по август 1937 года находился на курсах «Выстрел». В апреле 1938 года назначен командиром батальона в 157-й стрелковый полк 53-й стрелковой дивизии в город Энгельс. В июле 1939 года переведён в ЗабВО командиром 536-го стрелкового полка 114-й стрелковой дивизии. В период боевых действий на реке Халхин-Гол находился с полком в МНР. Указом ПВС СССР от 22 февраля 1941 года за успехи в боевой и политической подготовке награждён орденом «Знак Почёта».

### Великая Отечественная война
С началом Великой Отечественной войны продолжал командовать этим полком в составе 36-й армии ЗабВО. В октябре 1941 года дивизия убыла на фронт и с 13 октября включена в 7-ю отдельную армию. Перед ней была поставлена задача совместно с частями 272-й стрелковой дивизии уничтожить противника в районе Вознесение Ленинградской области, занять оборону по южному берегу реки Свирь и не допустить продвижения финнов на юг в сторону Чикозеро. Эта боевая задача была успешно выполнена. Своими действиями дивизия не только отбила попытки врага проникнуть в район Чикозеро, но и освободила ряд населённых пунктов: Великий двор, Кондратьевская, Сергеевка, Константиновская, Спиридоновская, Савинов и другие. В первой половине декабря в целях тактического улучшения занимаемых оборонительных позиций она перешла в наступление с задачей освободить деревню Мишино Ленинградской области. В ходе ожесточённых боёв её части освободили этот оборонительный узел врага и вели ожесточённые бои по его удержанию. Однако противнику, имеющему превосходство в живой силе, контратакой удалось выбить части дивизии из деревни, после чего они вынуждены были занять оборону западнее её. В начале апреля 1942 года 114-й стрелковая дивизия во взаимодействии с частями 272-й стрелковой дивизии прорвала оборону противника, заняла населённые пункты Рябова Гора, Шоганы, Боярская Гора, Кара и вышла на Архангельский тракт. 20 апреля противник, подтянув резервы, перешёл в контрнаступление в направлении Кобялий конец, в результате дивизия вынуждена была отступить и занять оборону в районе южный берег Шакшозерка, Шакшозеро, южный берег Урозеро и Малые Чеги.
В мае 1942 года подполковник Булатов назначается заместителем командира 21-й стрелковой Краснознамённой дивизии, ведущей бои между Ладожским и Онежским озёрами. С ноября 1942 по июнь 1943 г. он проходил подготовку в Высшей военной академии им. К. Е. Ворошилова. После окончания её ускоренного курса назначен командиром 96-й стрелковой дивизии и воевал с ней до конца войны. В составе 11-й армии Западного, затем Брянского (с 30 июля) фронтов участвовал с ней в Орловской и Брянской наступательных операциях. В начале октября дивизия была выведена в резерв Ставки, затем передана Белорусскому фронту и участвовала в Гомельско-Речицкой наступательной операции. За отличия в боях при освобождении г. Гомель приказом Ставки ВГК от 26 ноября 1943 г. она была удостоена почетного наименования «Гомельская». Летом 1944 г. дивизия в составе 48-й армии 1-го Белорусского фронта успешно действовала в Белорусской, Бобруйской, Минской, Люблин-Брестской наступательных операциях. За освобождение г. Слоним она была награждена орденом Суворова 2-й ст. С января 1945 г. дивизия в составе 2-го, а затем 3-го Белорусских фронтов принимала участие в Млавско-Эльбингской, Восточно-Прусской наступательных операциях. Пройдя с боями свыше 300 км, она принимала участие в овладении городами Макув, Хохенштайн, Браундеберг, Аллен-штайн, за что была награждена орденом Красного Знамени. С 1 по 9 мая 1945 г. в ожесточённых боях по очищению косы Фрише-Нерунг дивизия продвинулась на 40 км, где и завершила боевые действия.
За время войны комдив Булатов был шесть раз упомянут в благодарственных в приказах Верховного Главнокомандующего.

### После войны
После войны генерал-майор Ф. Г. Булатов продолжал командовать этой же дивизией (с августа 1945 г. — в составе Казанского ВО). В июле 1946 г. она была переформирована в 26-ю отдельную стрелковую Гомельскую Краснознаменную ордена Суворова бригаду в составе ПриВО, а Булатов утверждён её командиром. С 20 марта 1947 по 14 апреля 1948 г. проходил обучение на ВАК при Высшей военной академии им. К. Е. Ворошилова, затем был зачислен в распоряжение ГУК. С мая 1948 г. командовал 215-й стрелковой дивизией Приморского ВО. Депутат Верховного Совета СССР в 1947—1951. С 30 января 1952 г. — 55-й гвардейской стрелковой дивизией БВО. С 22 января 1954 г. исполнял должность зам. командира 128-го стрелкового Гумбинненского корпуса 28-й армии в г. Брест, переименованного в марте 1955 г. в 42-й стрелковый. 21.1.1956 г. уволен в запас.
Жил в Казани, руководил республиканским штабом красных следопытов, участвовал в деятельности ДОСААФ Татарстана.
Умер 30 января 1986 года. Похоронен на Татарском кладбище в Казани.

## Награды
- Два ордена Ленина (10.04.1945, 20.06.1949[6]).
- Четыре ордена Красного знамени (23.09.1943, 03.11.1944[6], 14.05.1945, 20.04.1953[6]).
- орден Суворова II степени (23.08.1944).
- орден Отечественной войны I степени (1985[7]).
- орден «Знак Почёта» (22.02.1941).
- Медали в том числе:
  - «За трудовое отличие».
  - «За Победу над Германией в Великой Отечественной войне 1941—1945 гг.» (1945).
  - «За взятие Кёнигсберга» (1945).
  - «Ветеран Вооружённых Сил СССР» (1976).
- Памятная медаль Советского комитета ветеранов войны.

Приказы (благодарности) Верховного Главнокомандующего в которых отмечен Ф. Г. Булатов.
- За овладение городом областным и крупным промышленным центром Белоруссии городом Гомель — важным узлом железных дорог и мощным опорным пунктом обороны немцев на полесском направлении. 26 ноября 1943 года. № 46.
- За форсирование реки Шара и овладением городом Слоним — крупным узлом коммуникаций и мощным опорным пунктом обороны немцев на реке Шара. 10 июля 1944 года. № 134.
- За переход в наступление на двух плацдармах на западном берегу реки Нарев, севернее Варшавы, прорыв глубоко эшелонированной обороны противника и овладение сильными опорными пунктами обороны немцев городами Макув, Пултуск, Цеханув, Нове-Място, Насельск. 17 января 1945 года № 224.
- За овладение штурмом городом Пшасныш (Прасныш), городом и крепостью Модлин (Новогеоргиевск) — важными узлами коммуникаций и опорными пунктами обороны немцев. 18 января 1945 года. № 226.
- За овладение городом Браунсберг — сильным опорным пунктом обороны немцев на побережье залива Фриш-Гаф. 20 марта 1945 года. № 303.
- За завершение ликвидации окружённой восточно-прусской группы немецких войск юго-западнее Кенигсберга. 29 марта 1945 года. № 317.

Знаки
- Знак «50 лет пребывания в КПСС».
- Почётный знак Советского комитета ветеранов войны в честь 30-летия победы в Великой Отечественной войне.
- Почётный знак «Ветерану 48-й армии».

## Почётные звания
- Почётный гражданин посёлка Хвастовичи

## Память
В 2002 году в Казани на доме по ул. Восстания 46, где жил Булатов, установлена мемориальная доска.
С 1963 года ДОСААФ Татарстана ежегодно проводит лыжную эстафету, посвящённую генерал-майору Фатыху Булатову.

## Мемуары Ф. Г. Булатова
- «Записки генерала» («Генерал язмалары», 1966)
- Будни фронтовых лет. Перевод с татарского М. Глухова и Э. Вагапова. Издание 2-е. Казань Татарское кн. изд-во 1975 г. 286с. Твердый переплет, обычный формат.
- Родник памяти. Сборник стихов и рассказов Ф. Г. Булатова на татарском и русском под редакцией Марселя Гарипова.